# Pere Serra i Andreu
Pere Serra i Andreu (Reus, 23 de maig de 1899 - Barcelona, 9 de març de 1983) fou un futbolista català de la dècada de 1920.

## Trajectòria
Nascut a Reus, amb nou mesos es traslladà al barri de Gràcia de Barcelona. Després d'iniciar-se a l'equip dels Germans Maristes, l'any 1914 ingressà al CE Europa, al quart equip, que en aquella mateixa temporada va esdevenir campió de Catalunya. El 1915 tornà a ser campió de Catalunya, de tercers equips, i el 1917 passà al primer equip de l'Europa. Al club gracienc coincidí amb un gran estol de figures com Bordoy, Bonet, Pelaó, Pellicer, Alcázar o Cros, amb els quals assolí nombrosos èxits. La temporada 1917-18 guanyà el campionat de Catalunya de Tercera Categoria i la temporada següent el campionat del grup B (segona categoria) i ascendeix a la primera divisió catalana. El seu millor any arribà el 1923 quan es proclamà Campió de Catalunya i subcampió del Campionat d'Espanya. Una llarga lesió de sis mesos el mantingué apartat dels terrenys de joc, reapareixent el març de 1929. També jugà amb la selecció catalana de futbol.
Un germà seu, Josep Serra i Andreu, també va ser futbolista.